# Schrebera
Syringa is een geslacht uit de olijffamilie (Oleaceae). De soorten komen voor in het noordwesten van Peru, tropisch en zuidelijk Afrika, op Madagaskar en in India en Zuidoost-Azië.

## Soorten
- Schrebera alata (Hochst.) Welw.
- Schrebera americana (Zahlbr.) Gilg
- Schrebera arborea A.Chev.
- Schrebera capuronii Bosser & R.Rabev.
- Schrebera kusnotoi Kosterm.
- Schrebera orientalis Bosser & R.Rabev.
- Schrebera swietenioides Roxb.
- Schrebera trichoclada Welw.

... · 
Forsythia · 
Fraxinus (Es) · 
Jasminum (Jasmijn) · 
Ligustrum (Liguster) · 
Nyctanthes · 
Olea · 
Osmanthus · 
Picconia · 
Syringa · 
...